# سیستم دادگان وب
دادگان مبتنی بر وب یا اطلاعات مبتنی بر وب مزایای فناوری چندرسانه‌ای را نشان می‌دهد. امروزه با استفاده از اتصال سریع پهنای‌باند، می‌توان محتوای پیچیده را به یک کامپیوتر در هر نقطه از جهان منتقل کرد. این یک مزیت برای بسیاری از مردم است که می‌توان اطلاعات را در هر کجا و هر زمان دریافت کرد، این مزیت می‌تواند نقش مهمی برای یک مدیر پرمشغله بازی کند. مقدار قابل‌توجهی از محتوای چندرسانه‌ای تعاملی در جهان اکنون از طریق اینترنت تحویل داده می‌شود.
سیستم دادگان وب یا سیستم دادگان مبتنی بر وب یک سیستم اطلاعاتی است که از فناوری‌های وب اینترنتی برای ارائه اطلاعات و خدمات به کاربران یا دیگر سیستم‌های اطلاعاتی یا برنامه‌های اطلاعاتی استفاده می‌کند. این یک سیستم نرم‌افزاری است که هدف اصلی آن انتشار و نگهداری داده‌ها با استفاده از اصول ابرمتن است.
یک سیستم اطلاعات وب معمولاً شامل یک یا چند برنامه کاربردی وب، اجزاء عملکردگرای ویژه، همراه با اجزای دادگان (اطلاعات) و دیگر اجزای نا-وبی می‌شود. یک مرورگر وب معمولاً روش سمت کاربر (Front-end) را به‌کار می‌برد درحالیکه پایگاه داده از روش سمت سرور (back-end) استفاده می‌کند.